# كلايد وليامز
كلايد وليامز (بالإنجليزية: Clyde Williams)‏ هو محامي وسياسي أمريكي، ولد في 13 أكتوبر 1873، وتوفي في 12 نوفمبر 1954 بسانت لويس في الولايات المتحدة. حزبياً، نشط في الحزب الديمقراطي. انتخب عضو مجلس النواب الأمريكي.